# Gustav Körting

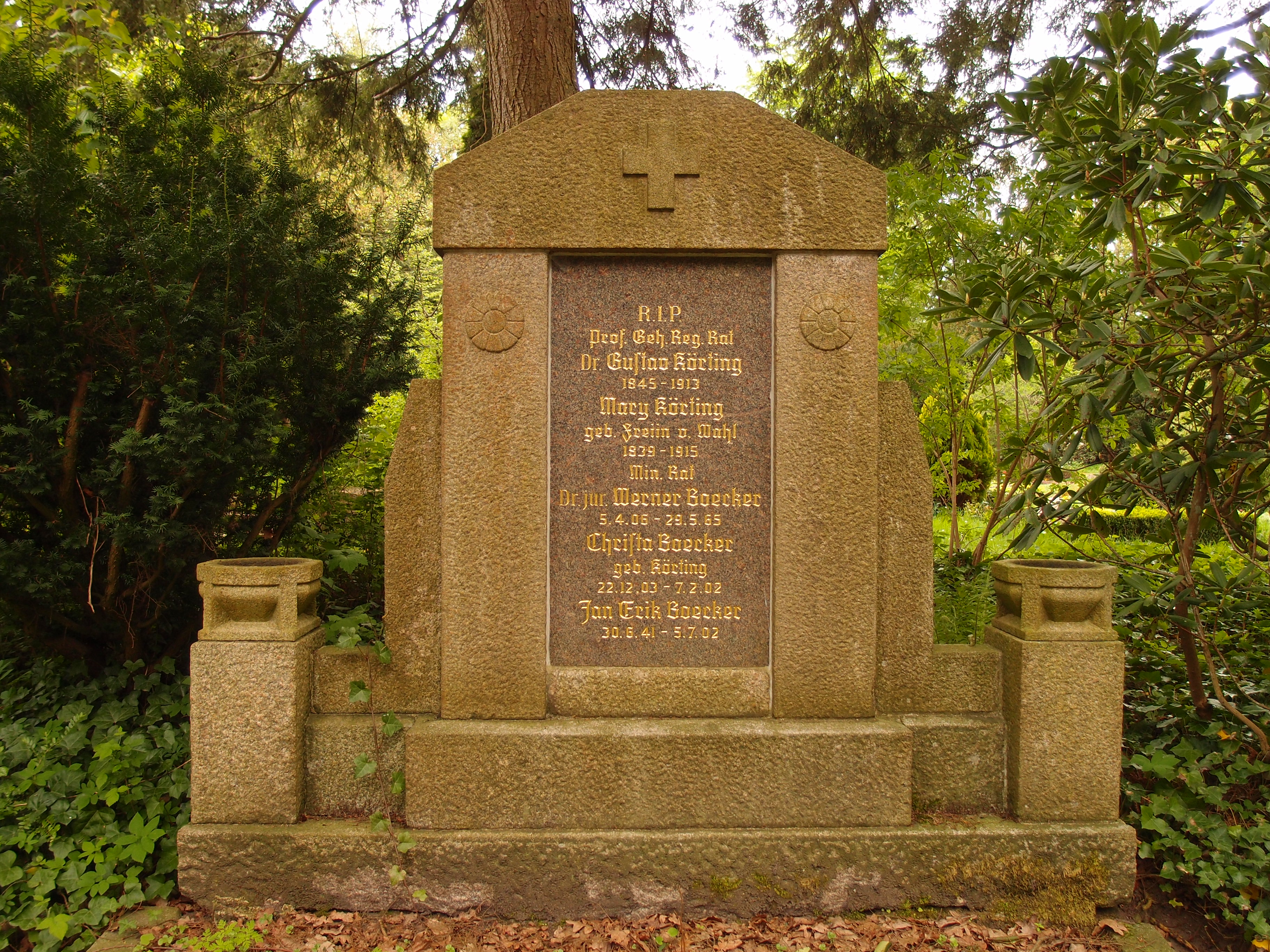
Hrob Gustava Körtinga na hřbitově 'Parkfriedhof Eichhof' nedaleko Kielu

Gustav Carl Otto Körting (25. června 1845, Drážďany – 1. února 1913, Kiel) byl německý jazykovědec, zaměřením romanista.

## Život
Gustav Körting studoval v letech 1863–1867 filologii a historii v Lipsku. Promoval u romanisty Adolfa Eberta v Lipsku roku 1867, a to prací na literární téma „Über die Quellen des Roman de Rou“. V letech 1876–1892 zastával po Hermannu Suchierovi post řádného profesora pro obor románské a také anglické filologie v Münsteru, od roku 1892 byl řádným profesorem románské filologie na univerzitě v Kielu.
Roku 1879 založil společně s Eduardem Koschwitzem odborný časopis „Zeitschrift für französische Sprache und Literatur“.
Byl pochován na hřbitově 'Parkfriedhof Eichhof' nedaleko Kielu. Jeho bratr, Heinrich Körting, byl také lingvista.